# Cynoglossus lingua
Cynoglossus lingua és un peix teleosti de la família dels cinoglòssids i de l'ordre dels pleuronectiformes que es troba des de les costes de Malàisia, Tailàndia, Vietnam, les Filipines i Indonèsia fins a les de l'Índia, Pakistan i Mar Roig.